# Castell Crugerydd
Castell Crugerydd är ett slott i Storbritannien.   Det ligger i kommunen Powys och riksdelen Wales, i den södra delen av landet, 230 km väster om huvudstaden London. Castell Crugerydd ligger 378 meter över havet.
Terrängen runt Castell Crugerydd är huvudsakligen kuperad, men åt nordväst är den platt. Terrängen runt Castell Crugerydd sluttar västerut. Runt Castell Crugerydd är det ganska tätbefolkat, med 62 invånare per kvadratkilometer. Närmaste större samhälle är Llandrindod Wells, 10,0 km väster om Castell Crugerydd. Trakten runt Castell Crugerydd består i huvudsak av gräsmarker.